# مجزرة الرضوانية
مجزرة الرضوانية هي مجزرة وقعت في منطقة الرضوانية في العاصمة بغداد بعد سقوط صاروخ كاتيوشا على منزل مما أدى إلى مقتل 5 أشخاص وجرح طفلين وبعد ذلك وجه رئيس الوزراء مصطفى الكاظمي بإيداع القوة الأمنية الممسكة بقضاء الرضوانية في التوقيف بعد الحادثة.

## تفاصيل
في مساء 28 سبتمبر سقط صاروخ كاتيوشا على منزل في قضاء الرضوانية في بغداد مما أدى إلى مقتل أمرأتين وثلاثة أطفال وجرح طفلين وقد أعلنت السلطات العراقية أن منطقة أطلاق الصواريخ من حي الجهاد  وقد وجه مصطفى الكاظمي بإيقاف القيادات الأمنية الممسكة بقضاء الرضوانية في التوقيف وفتح لجنة تحقيق.

## ردود أفعال

### داخياً
- حذّر زعيم تيار الحكمة، عمار الحكيم، من وجود مخطط لتدمير البلاد، وذلك تعليقاً على القصف الصاروخي الذي استهدف أحد المنازل في منطقة الرضوانية، في بغداد، والذي تسبب بسقوط قتلى وجرحى.[4]
- شدد تحالف القوى العراقية، الاثنين، ان جريمة الرضوانية لا يمكن ان تمر مرور الكرام، فيما جدد مطالبته للقائد العام للقوات المسلحة باتخاذ قرارٍ جريءٍ في ملاحقة الجماعات المسلحة خارج إطار القانون.[5]
- ذكر تحالف الفتح أن «الخرق الأمني الذي راح ضحيته عائلة مكونة من سبعة أشخاص تعدُّ جريمة بشعة وعدواناً على أبناء شعبنا الصابر وأننا في هذه اللحظة العصيبة التي يمر بها الوضع الأمني ندين هذه الأعمال من أي مصدر أتت»، لافتاً إلى أنها «تستهدف أرواح الأبرياء وتنتهك حرمة المناخ الوطني وتستهدف السلم والأمن المجتمعي».[6]

### خارجياً
- : الخارجية الأمريكية: واشنطن تحث المسؤولين العراقيين على التحرك فورا لمحاسبة منفذي الهجوم الصاروخي في الرضوانية ببغداد.[7]
- قالت ممثلة اليونسيف في العراق حميدة لاسيكو إنها تأسى لمقتل أربعة أطفال لم يتجاوز أحد منهم العاشرة من العمر، فيما ناشدت جميع الأطراف بالعمل لضمان سلامة الأطفال والشباب ورفاهيتهم، داعية إلى دعم حق الطفل في الحماية والعيش في بيئة خالية من العنف.[8]